# Понте Ронка (Болоња)
Понте Ронка (итал. Ponte Ronca) је насеље у Италији у округу Болоња, региону Емилија-Ромања.
Према процени из 2011. у насељу је живело 2026 становника. Насеље се налази на надморској висини од 64 м.